# Liebfrauenkirche (Dillweißenstein)

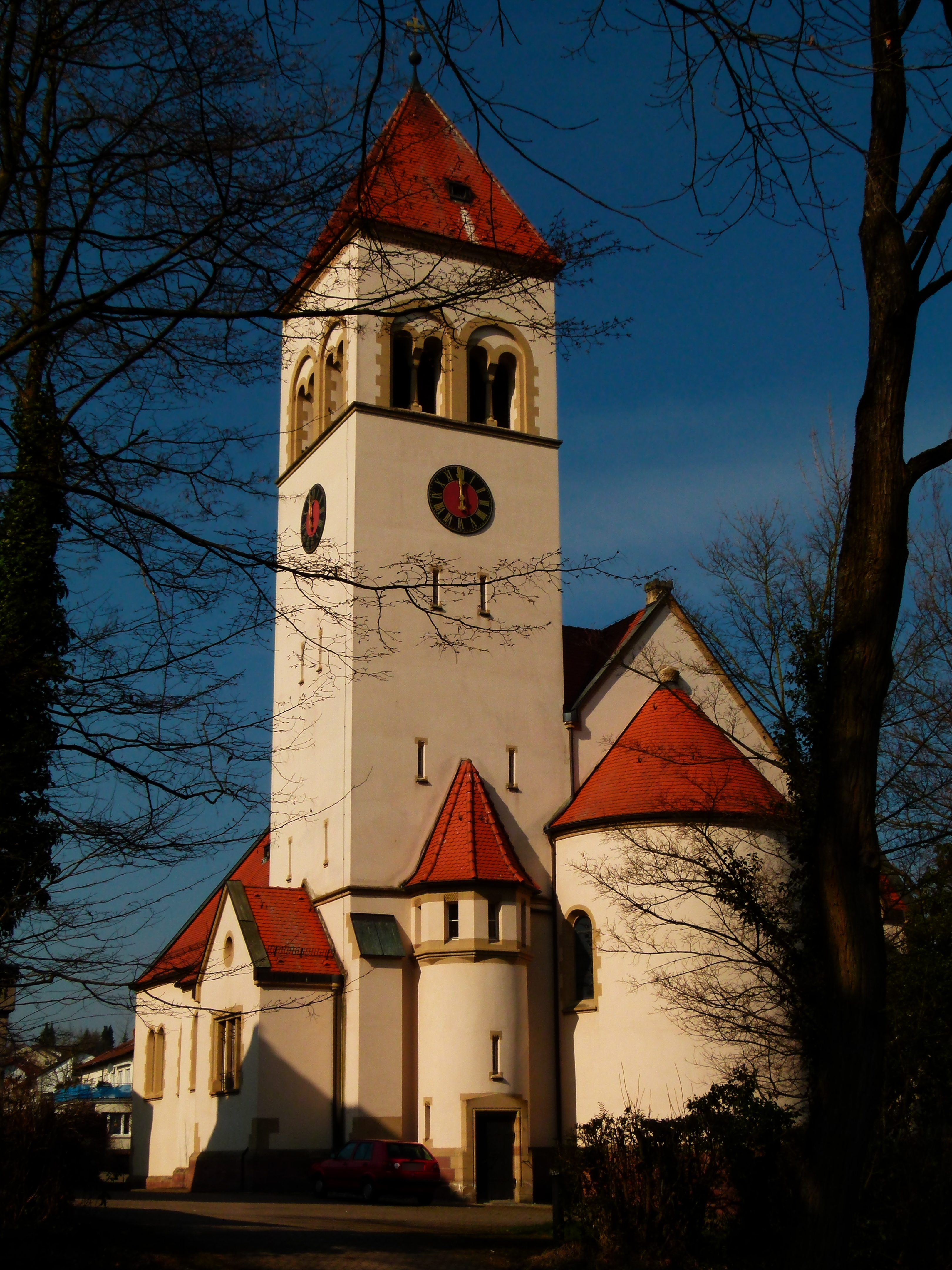
Liebfrauenkirche Dillweißenstein

Die Liebfrauenkirche in Dillweißenstein, einem Stadtteil von Pforzheim in Baden-Württemberg, wurde 1908 bis 1910 nach Plänen von Johannes Schroth erbaut. Sie steht als Kulturdenkmal unter Denkmalschutz.

## Geschichte
Die Orte Dillstein und Weißenstein, die 1890 zu Dillweißenstein vereint und 1913 nach Pforzheim eingemeindet wurden, waren seit der Reformation protestantisch. Katholiken siedelten sich erst im Zuge von Industrialisierung und Eisenbahnbau im 19. Jahrhundert wieder in größerer Zahl im Ort an. Die Katholiken von Dillweißenstein, Büchenbronn und Huchenfeld wurden zunächst von der Pforzheimer Stadtgemeinde aus betreut, die zunächst die Barfüßerkirche nutzte und 1891 die Kirche St. Franziskus einweihte. Da die Gemeinden durch den weiteren Anstieg der Bevölkerung weiter anwuchsen und der Weg von den außerhalb liegenden Orten zur Franziskuskirche in der Innenstadt weit war, wurde 1905 eine eigene Pfarrkuratie für Dillweißenstein, Büchelbronn und Huchenfeld errichtet.
Der Bonifatius-Verein stellte eine Summe von 8400 ℳ zum Kauf eines Bauplatzes für eine katholische Kirche in Dillweißenstein zur Verfügung. 1906 erhielten die Gläubigen in Dillweißenstein vorerst einen Schulsaal als Raum für Gottesdienste. 1908 erstellte Johannes Schroth Pläne für den Kirchenbau, mit dem mittels eines Kredits des Bonifatiusvereins in Höhe von 100.000 Mark noch im selben Jahr begonnen wurde. Der von einem längeren Maurerstreik verzögerte Kirchenbau dauerte bis 1910, die Kirche wurde am 23. Oktober 1910 von Thomas Nörber geweiht. Den Hochaltar und die Ausmalung des Chores stiftete Heinrich Bauer aus Karlsruhe. Der Hochaltar wurde von Karl Eisele aus München gestaltet. Als Schnitzaltar stellte er die fünf Geheimnisse des schmerzhaften Rosenkranzes dar. Den seitlichen Josefsaltar schmückte eine sitzende Josef-Statue von Bildhauer Leins aus Horb, von dem auch die Antonius- und die Barbara-Statue der Seitenwände stammten. Als zweiter Seitenaltar diente ein alter Barockaltar, den die Gemeinde bereits für die Gottesdienste im alten Betsaal geschenkt bekommen hatte.
1912 erhielt die Kirche eine Orgel von Stehle aus Bittelbronn. 1914 wurde eine Kreuzwegfolge von Karl Pfister aus der Werkstatt von Ludwig Rieger geweiht. 1915 erhielt die Kirche eine Turmuhr, 1924 eine erste Heizung.
Bei einem Luftangriff wurde die Kirche am 21. November 1944 schwer beschädigt. Alle Fenster waren zerstört und das Dach war weitgehend abgedeckt. Die Kirche wurde darauf notdürftig repariert, eine umfassende Renovierung erfolgte von 1948 bis 1951. Dabei wurde die Kirche einheitlich weiß getüncht.
Durch den Tornado über Pforzheim 1968 erlitt die Kirche erneute schwere Schäden. Bei der Sanierung wurde die Kirche auch mit Rücksicht auf die Liturgie- und Gottesdienstreform des II. Vatikanischen Konzils umgestaltet, wobei viel ältere Ausstattung entfernt wurde, darunter der Josefsaltar und die Kommunionbank. Ein künstlerisches Gesamtkonzept für eine neue Ausstattung mit neuem Altar, Ambo und Taufstein wurde zwar angeregt, blieb aber mehrere Jahrzehnte unverwirklicht. Die Renovierung 1969/70 hat insbesondere auf eine Versachlichung des neoromanischen Kirchenraums abgezielt. 1989 bis 1991 fand eine umfangreiche Außenrenovierung der Kirche statt.
Die Filialgemeinden in Büchenbronn und Huchenfeld erhielten 1964 mit der Heilig-Kreuz-Kirche in Büchenbronn und 1971 mit dem Gemeindezentrum St. Ulrich in Huchenfeld eigene Gotteshäuser.

## Beschreibung
Die Liebfrauenkirche wurde im Stil der Neoromanik erbaut, den das Erzbischöfliche Bauamt in Karlsruhe in den Jahren um 1900 bevorzugte. Die einschiffige Kirche hat einen Chor mit halbrunder Apsis, an den seitlich ein hoher Glockenturm mit einer Schallarkade aus romanischen Doppelfenstern und einem Pyramidendach angebaut ist.
Auch im Innern wird die Architektur von neoromanischen Rundbögen bestimmt, prägend für den Raumeindruck ist außerdem auch die offene Dachstuhlkonstruktion. Das bedeutendste Ausstattungsstück ist der barocke Marienaltar rechts vom Chorbogen.

## Glocken
Die Kirche besaß anfangs ein Geläut aus vier Glocken, von denen die drei größten im Ersten Weltkrieg zum Einschmelzen abgeliefert wurden. Zwei Glocken kehrten nach Kriegsende zurück, wurden allerdings im Zweiten Weltkrieg eingeschmolzen. Übrig blieb die kleinste Glocke mit dem Nominal h′ vom ursprünglichen Geläute, gegossen 1911 von der Glockengießerei Grüninger aus Villingen. Nach dem Krieg erhielt der Turm erst 1958 vier neue Glocken mit den Schlagtönen cis′ – e′ – fis′ – gis′, die von Friedrich Wilhelm Schilling in Heidelberg gegossen wurden. Diese sind mit einem Schlagwerk für die Turmuhr versehen; die grölte Glocke sorgt für den Stundenschlag, die folgenden drei Glocken für den Viertelstundenschlag. Die Turmuhr hat Zifferblätter an allen vier Seiten des Turms.